# ميخائيل تشابلن
ميخائيل تشابلن (بالإنجليزية: Michael Chaplin)‏ هو كاتب سيناريو بريطاني، ولد في 1951 في درم في المملكة المتحدة.

## وصلات خارجية
- ميخائيل تشابلن على موقع IMDb (الإنجليزية)
- ميخائيل تشابلن على موقع قاعدة بيانات الفيلم (الإنجليزية)